# Hyrde Diama
Pour plus de détails, voir Fiche technique et Distribution.
Hyrde Diama est un long métrage documentaire de 1970 réalisé par le cinéaste guinéen Moussa Kémoko Diakité.
Elle remporte le deuxième prix Étalon de Yennenga du Festival panafricain du cinéma et de la télévision de Ouagadougou en 1972.

## Historique
Une copie du film Hyrde Diama a été retrouvé à Paris au laboratoire Eclair dont un tirage bétadigitale sera spécialement réalisé pour pouvoir présenter le film au Festival International du film indépendant de Lille 2011, puis à Conakry fin avril 2011. La copie sera ensuite remis au Centre de Ressources Audiovisuelles de Guinée (CRAG) pour archivage et conservation.

## Synopsis
Durant le premier festival culturel national à Conakry. L'équipe de tournage capture le défilé de près de 10 000 artistes : groupes de ballet et de danse, groupes folkloriques et représentations théâtrales, chorales et orchestres de tout le pays participant au festival.

## Fiche technique
- Titre original : Hyrde Diama (en poular)
- Titre français :
- Réalisateur : Moussa Kémoko Diakité
- Scénario : Gerhard Jentsch
- Production :
- Direction photo : Franz Thoms, Hili Sulla, Hans Kracht et Wladimir Boganow[3].

## Récompenses
- 1972 ː Deuxième prix Étalon de Yennenga du Festival panafricain du cinéma et de la télévision de Ouagadougou.